# Болоньєзе (соус)

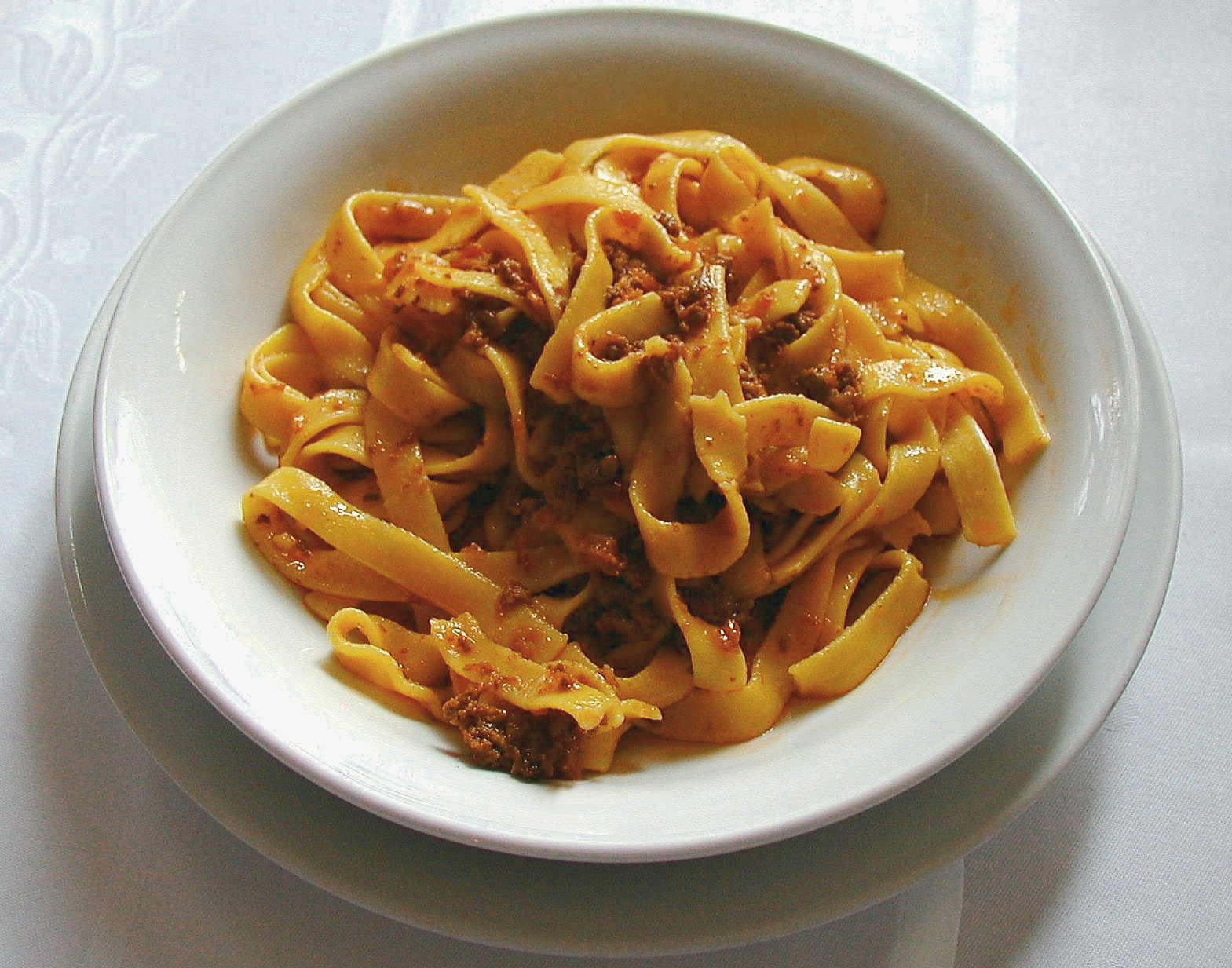
Тальятелле з соусом Болоньєзе

Соус Болоньєзе (італ. Ragù alla bolognese, фр. Sauce bolognaise) — м'ясний соус для італійської пасти родом з Болоньї. Традиційно готується жителями Болоньї разом з тальятелле (італ. tagliatelle alla bolognese) та лазанья (італ. lasagne alla bolognese). Менш традиційно соус сервірується з макаронами або іншими типами пасти.
Офіційно рекомендований рецепт делегацією від Болоньї в Accademia Italiana della Cucina обмежує склад соусу такими інгредієнтами: яловичина, панчетта, цибуля, морква, селера, томатна паста, м'ясний бульйон, червоне вино і, не обов'язково, молоко або вершки. Однак можливі й інші рецепти.
За межами Італії фраза «соус болоньєзе» часто використовується для позначення томатного соусу, до якого додають м'ясний фарш; такі соуси зазвичай мають мало спільного з італійським ragù alla bolognese, будучи більш схожими на ragù alla napoletana багатого на помідори півдня країни. Хоча в Італії болоньєзе не використовується зі спагеті (а скоріше з пласкими макаронами, такими як тальятелле) в англомовних країнах «спагеті болоньєзе» стало популярною стравою.